# I maschi
I maschi (italienisch für „Männer“) ist ein Lied der italienischen Rockmusikerin Gianna Nannini aus dem Jahr 1987.

## Entstehung und Veröffentlichung
Das Lied wurde von der Interpretin selbst geschrieben und produziert. Beim Schreibprozess bekam sie Unterstützung durch Fabio Pianigiani, bei der Produktion durch Armand Volker.
Die Erstveröffentlichung von I maschi erfolgte im Jahr 1987 als Teil von Maschi e altri bei Polydor (Katalognummer: 833 909-2), der zweiten Kompilation von Nannini sowie als Single. Die Single erschien in verschiedenen Ausführungen, unter anderem als 7″-Single mit einem Remix als B-Seite (Katalognummer: 887 175-7), als 12″-Maxi-Single bei Ricordi, mit einer langen sowie extralangen Version zu I maschi (Katalognummer: SRLM 2074), oder auch als limitierte 12″-Picture-Maxi-Single bei Metronome Records, die im Vergleich zur herkömmlichen 12″-Single um eine Liveversion zu America erweitert wurde (Katalognummer: 887 375-1).

## Chartplatzierungen
I maschi avancierte zum Top-10-Erfolg in Frankreich (Rang 2), Italien und Schweden (je Rang 4) oder auch Belgien (Rang 9). Darüber hinaus erreichte es Chartplatzierungen in Österreich (Rang 14) und Deutschland (Rang 44).
| ChartsChartplatzierungen | Höchstplatzierung | Wochen/ Monate |
| ------------------------ | ----------------- | -------------- |
| Deutschland (GfK)        | 44 (10 Wo.)       | 10 Wo.         |
| Italien (FIMI)           | 4 (18 Wo.)        | 18 Wo.         |
| Österreich (Ö3)          | 14 (2,5 Mt.)      | 2,5 Mt.        |

## Filmmusik
Das Lied gehört zum Soundtrack verschiedener Filme, davon zeitnah die Komödie Helsinki-Napoli – All Night Long von 1987 und Gestohlene Kinder aus dem Jahr 1992. Auch Maren Ade verwendete den Song in ihrem Film Alle anderen von 2009 und in Verkehrte Welt von Louis Garrel ist das Lied im Abspann zu hören.